# 婦科學
婦科學是一門研究女性在非孕期生殖系統（例如子宮、卵巢、輸卵管或陰道等）的生理与病理改變，並對其進行診斷、處理的臨床醫學學科，主要包括以下亚专科：普通妇科学、妇科肿瘤学、妇科内分泌学、妇科泌尿学和盆底重建外科学。

## 研究范围
婦科學通常包括婦科學基礎（女性一生生理變化、月經生理、女性生殖內分泌等）、女性生殖器炎症（外陰炎、陰道炎、宮頸炎、子宮炎、附件炎、盆腔炎、性傳染疾病等）、女性生殖器腫瘤（外陰、陰道、宮頸、子宮、輸卵管、卵巢等良惡性腫瘤等）、生殖內分泌疾病（功能失調性子宮出血、閉經、多囊卵巢綜合症、痛經、絕经綜合症等）、女性生殖器官損傷性疾病（子宮脫垂、生殖道瘻、壓力性尿失禁等）、女性生殖器官發育異常及先天畸形、女性其他生殖疾病（子宮內膜異位症、子宮腺肌病、不孕症）等。

## 妇科疾病

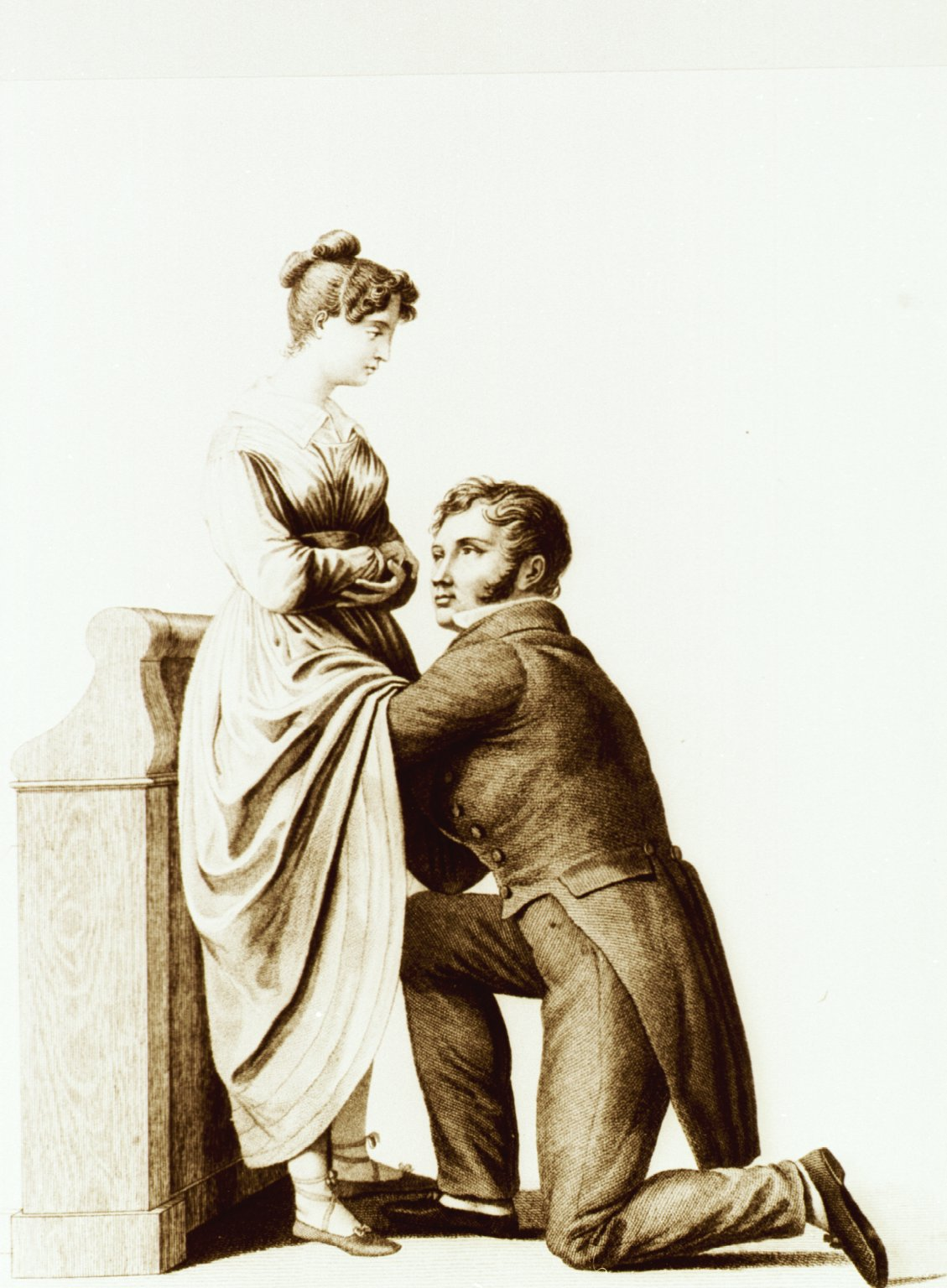
1822年

### 外阴上皮内非瘤样病变
- 外阴鳞状上皮增生
- 外阴硬化性苔藓
- 外阴硬化性苔藓合并鳞状上皮增生

### 外阴肿瘤
- 外阴良性肿瘤
- 外阴上皮内瘤变
- 外阴恶性肿瘤

### 宫颈肿瘤
- 宫颈上内瘤变
- 宫颈癌

### 子宫肿瘤
- 子宫肌瘤
- 子宫内膜癌
- 子宫肉瘤

## 外部連結
- Ingenious（页面存档备份，存于）: archive of historical images related to obstetrics, gynaecology, and contraception.
- U.S Federal Government Website for Women´s Health Information （页面存档备份，存于）.